# Макаллистер, Гари
Га́ри Мака́ллистер (англ. Gary McAllister; 25 декабря 1964) — шотландский футболист, полузащитник, более всего известный своими выступлениями за «Ливерпуль» и сборную Шотландии, член ордена Британской империи.

## 1980-е
Футбольная карьера Гари началась в его родном городе Мотеруэлле, где он выступал за одноимённый футбольный клуб. Он провёл там несколько отличных сезонов, пока в 1985 году его отличное выступление в полуфинале Кубка Шотландии против «Селтика» не привлекло внимание менеджера «Лестер Сити» Гордона Милна. Вскоре трансфер Макаллистера и его партнёра по клубу Элли Моухлена был выкуплен англичанами за общую сумму 250 тысяч фунтов.

## 1990-е
1990 год стал переломным для карьеры Гари Макаллистера — он не только сменил «Лестер» на более серьёзный «Лидс», но и стал, наконец, регулярно вызываться в сборную Шотландии. Гари перешёл в «Лидс» сразу же после того, как эта команда завоевала путёвку в Первый дивизион. Первый сезон Макаллистера на «Элланд Роуд» можно занести команде в актив — «Лидс» занял итоговое четвёртое место и дошёл до полуфинала Кубка Лиги — весьма неплохой результат для команды, которая ещё год назад играла во Втором Дивизионе.
Тогда же сформировалась отличная связка полузащитников «Лидса» — Гари Макаллистер и Гордон Страхан, которой помогали относительно молодые Дэвид Бэтти и Гари Спид. Пожалуй, именно центральная линия, ставшая настоящим «сплавом молодости и опыта», сыграла решающую роль в успехе, которого «Лидс» добился год спустя. В сезоне 1991/92 «Лидс Юнайтед» стал чемпионом Англии.
Многие игроки тогдашнего «Лидса» выступали за сборные своих стран. Это касается обороны и атаки команды и, в равной степени с ними, полузащиты. Страхан и Макаллистер представляли сборную Шотландии, Бэтти — Англии, а Спид — Уэльса. Самой сильной чертой четвёрки полузащитников была их взаимозаменяемость — каждый из них мог сыграть и справа и слева, и в центре. Хотя обычно Бэтти играл чуть позади остальных, в то время как Макаллистер, Страхан и Спид занимались созиданием. Макаллистер славился своим умением нанести точнейший удар, и в «Лидсе» его талант нашёл новое применение. Гари стал главным распасовщиком команды. Лучший бомбардир «Лидса» тех времён Ли Чепмэн большую часть своих голов забил с передач Макаллистера и Страхана.
Победа в чемпионате в 1992 году стала высшей точкой «Лидса», которой он безуспешно пытался достичь в последующие годы, проведённые Макаллистером в клубе. В сезоне 1992—1993 годов «Лидс» занял лишь 17-е место, что стало одним из худших выступлений для действующих чемпионов английского чемпионата. В следующие два года команда Макаллистера дважды становилась пятой. С 1992 по 1996 год Макаллистер был капитаном «Лидса» и завоевал особую любовь болельщиков команды за своё отношение к игре и феноменальные удары с дальних дистанций. Последний сезон Гари в «Лидсе» был провальным — клуб занял лишь 16 место в Премьер-лиге, зато ознаменовался для Макаллистера тем, что впервые в карьере он в ранге капитана вывел свою команду на поле стадиона «Уэмбли». Произошло это в финале Кубка Лиги. Однако победу в том матче праздновала «Астон Вилла», забившая три безответных мяча.
С 1996 по 2000 год Гари выступал за «Ковентри», которым сначала руководил Рон Аткинсон, а затем бывший партнёр Макаллистера по «Лидсу» Гордон Страхан. На это время приходится и окончание карьеры Гари в сборной, за которую он в последний раз сыграл в 1998 году. Ему было уже 33 года, а потому руководство национальной команды сочло, что этот игрок помочь им уже ничем не сможет.

## Сборная
Большая часть международной карьеры Гари прошла за время его выступлений за «Лидс». Первый вызов он получил в 1990 году и тогда же принял участие в чемпионате мира, состоявшемся в Италии. Два года спустя он сыграл в матче против сборной СНГ на чемпионате Европы, забив в той игре гол с пенальти. На чемпионате Европы 1996 года, который состоялся в Англии, он был капитаном своей команды. Но болельщикам больше всего запомнился тем, что в матче шотландцев против их принципиальнейших соперников — англичан одиннадцатиметровый удар в исполнении Макаллистера был взят вратарём хозяев Дэвидом Симэном.
Всего же за 8 лет выступлений за сборную он принял участие в 57 официальных матчах и удостоился права быть включенным в Зал Футбольной Славы Шотландии.

## Ливерпуль
В 2000 году тридцатипятилетний Гари Макаллистер потряс футбольную общественность, перейдя из «Ковентри» в «Ливерпуль». Большая часть болельщиков недоумевала, потому что покупка Жераром Улье футболиста, который уже давно перешагнул рубеж в тридцать лет, казалась совершенно нелогичной и ненужной. Макаллистер отыграл за «Ливерпуль» лишь два сезона, но сумел стать за это недолгое время кумиром фанов команды и помог «Красным» пополнить коллекцию трофеев на «Энфилде». Гари не только принял участие в успешном походе «Ливерпуля» за Кубком Лиги, Кубком Англии и Кубком УЕФА, но и оказал влияние на целое поколение мерсисайдских игроков.
Гари, известный своим умением исполнять стандарты, регулярно демонстрировал своё мастерство, отметившись, в частности, потрясающим ударом с дальней дистанции в матче против принципиальных соперников «Ливерпуля» из «Эвертона», который сделал его одним из персонажей энфилдского фольклора, а также голом, который принёс его команде победу в Кубке УЕФА. Основное время финального матча, проходившего в Дортмунде, завершилось вничью 4—4, а в дополнительное время судьбу трофея решил «золотой гол». Макаллистер ударом со штрафного отправил мяч в дальний угол, но защитник испанского «Алавеса» срезал снаряд в собственные ворота, и в результате, гол был записан именно на его имя.
Многие болельщики «Ливерпуля» до сих пор сожалеют о том, что Макаллистер пришёл в их клуб на десять лет «позже, чем должен был».

## После Ливерпуля
После ухода из «Ливерпуля» Макаллистер в течение одного сезона был играющим тренером «Ковентри», но затем был вынужден покинуть этот пост по семейным обстоятельствам, когда у его жены Дениз обнаружили рак молочной железы.

## Личная жизнь
У Гари Макаллистера двое детей от брака с Дениз Макаллистер, в марте 2006 года скончавшейся от рака.
В 2002 году за свои футбольные достижения он получил звание члена ордена Британской империи, Гари Макаллистеру на тот момент было 37 лет, и он всё ещё был действующим футболистом.

## Достижения

### Мотеруэлл
- Первый дивизион 1985

### Лидс Юнайтед
- Первый дивизион 1992
- Суперкубок Англии 1992

### Ливерпуль
- Кубок Футбольной лиги 2001
- Кубок Англии 2001
- Кубок УЕФА 2001
- Суперкубок Англии 2001
- Суперкубок УЕФА 2001

## Статистика
| Клуб        | Сезон   | Лига         | Лига         | Кубок Англии    | Кубок Англии    | Кубок Лиги | Кубок Лиги | Европа | Европа | Другие | Другие | Всего | Всего |
| Клуб        | Сезон   | Игры         | Голы         | Игры            | Голы            | Игры       | Голы       | Игры   | Голы   | Игры   | Голы   | Игры  | Голы  |
| ----------- | ------- | ------------ | ------------ | --------------- | --------------- | ---------- | ---------- | ------ | ------ | ------ | ------ | ----- | ----- |
| Ковентри    | 2003/04 | 14           | 3            | 0               | 0               | 0          | 0          | 0      | 0      | 0      | 0      | 14    | 3     |
| Ковентри    | 2002/03 | 41           | 7            | 3               | 1               | 2          | 1          | 0      | 0      | 0      | 0      | 46    | 9     |
| Клуб        | Сезон   | Премьер-лига | Премьер-лига | Кубок Англии    | Кубок Англии    | Кубок лиги | Кубок лиги | Европа | Европа | Другие | Другие | Всего | Всего |
| Клуб        | Сезон   | Игры         | Голы         | Игры            | Голы            | Игры       | Голы       | Игры   | Голы   | Игры   | Голы   | Игры  | Голы  |
| Ливерпуль   | 2001/02 | 25           | 0            | 0               | 0               | 1          | 1          | 11     | 0      | 1      | 1      | 38    | 2     |
| Ливерпуль   | 2000/01 | 30           | 5            | 5               | 0               | 5          | 0          | 9      | 2      | 0      | 0      | 49    | 7     |
| Ковентри    | 1999/00 | 38           | 11           | 3               | 0               | 2          | 2          | 0      | 0      | 0      | 0      | 43    | 13    |
| Ковентри    | 1998/99 | 29           | 3            | 3               | 1               | 1          | 0          | 0      | 0      | 0      | 0      | 33    | 4     |
| Ковентри    | 1997/98 | 14           | 0            | 0               | 0               | 4          | 2          | 0      | 0      | 0      | 0      | 18    | 2     |
| Ковентри    | 1996/97 | 38           | 6            | 4               | 0               | 4          | 1          | 0      | 0      | 0      | 0      | 46    | 7     |
| Лидс        | 1995/96 | 36           | 5            | 6               | 3               | 8          | 1          | 4      | 1      | 0      | 0      | 54    | 10    |
| Лидс        | 1994/95 | 41           | 6            | 4               | 0               | 2          | 0          | 0      | 0      | 0      | 0      | 47    | 6     |
| Лидс        | 1993/94 | 42           | 8            | 3               | 0               | 2          | 0          | 0      | 0      | 0      | 0      | 47    | 8     |
| Лидс        | 1992/93 | 32           | 5            | 4               | 2               | 3          | 1          | 5      | 2      | 1      | 0      | 45    | 10    |
| Клуб        | Сезон   | Лига         | Лига         | Кубок Англии    | Кубок Англии    | Кубок лиги | Кубок лиги | Европа | Европа | Другие | Другие | Всего | Всего |
| Клуб        | Сезон   | Игры         | Голы         | Игры            | Голы            | Игры       | Голы       | Игры   | Голы   | Игры   | Голы   | Игры  | Голы  |
| Лидс        | 1991/92 | 42           | 5            | 1               | 0               | 4          | 0          | 0      | 0      | 0      | 0      | 47    | 5     |
| Лидс        | 1990/91 | 38           | 2            | 6               | 1               | 7          | 2          | 0      | 0      | 4      | 1      | 55    | 6     |
| Лестер Сити | 1989/90 | 43           | 10           | ?               | ?               | ?          | ?          | ?      | ?      | ?      | ?      | 43    | 10    |
| Лестер Сити | 1988/89 | 46           | 11           | ?               | ?               | ?          | ?          | ?      | ?      | ?      | ?      | 46    | 11    |
| Лестер Сити | 1987/88 | 42           | 9            | ?               | ?               | ?          | ?          | ?      | ?      | ?      | ?      | 42    | 9     |
| Лестер Сити | 1986/87 | 39           | 10           | ?               | ?               | ?          | ?          | ?      | ?      | ?      | ?      | 39    | 10    |
| Лестер Сити | 1985/86 | 31           | 7            | ?               | ?               | ?          | ?          | ?      | ?      | ?      | ?      | 31    | 7     |
| Клуб        | Сезон   | Премьер-Лига | Премьер-Лига | Кубок Шотландии | Кубок Шотландии | Кубок Лиги | Кубок Лиги | Европа | Европа | Другие | Другие | Всего | Всего |
| Клуб        | Сезон   | Игры         | Голы         | Игры            | Голы            | Игры       | Голы       | Игры   | Голы   | Игры   | Голы   | Игры  | Голы  |
| Мотеруэлл   | 1985/86 | 1            | 0            | ?               | ?               | ?          | ?          | ?      | ?      | ?      | ?      | 1     | 0     |
| Клуб        | Сезон   | Лига         | Лига         | Кубок Шотландии | Кубок Шотландии | Кубок Лиги | Кубок Лиги | Европа | Европа | Другие | Другие | Всего | Всего |
| Клуб        | Сезон   | Игры         | Голы         | Игры            | Голы            | Игры       | Голы       | Игры   | Голы   | Игры   | Голы   | Игры  | Голы  |
| Мотеруэлл   | 1984/85 | 35           | 6            | ?               | ?               | ?          | ?          | ?      | ?      | ?      | ?      | 35    | 6     |
| Клуб        | Сезон   | Премьер-Лига | Премьер-Лига | Кубок Шотландии | Кубок Шотландии | Кубок Лиги | Кубок Лиги | Европа | Европа | Другие | Другие | Всего | Всего |
| Клуб        | Сезон   | Игры         | Голы         | Игры            | Голы            | Игры       | Голы       | Игры   | Голы   | Игры   | Голы   | Игры  | Голы  |
| Мотеруэлл   | 1983/84 | 21           | 0            | ?               | ?               | ?          | ?          | ?      | ?      | ?      | ?      | 21    | 0     |
| Мотеруэлл   | 1982/83 | 1            | 0            | ?               | ?               | ?          | ?          | ?      | ?      | ?      | ?      | 1     | 0     |
| Клуб        | Сезон   | Лига         | Лига         | Кубок Шотландии | Кубок Шотландии | Кубок Лиги | Кубок Лиги | Европа | Европа | Другие | Другие | Всего | Всего |
| Клуб        | Сезон   | Игры         | Голы         | Игры            | Голы            | Игры       | Голы       | Игры   | Голы   | Игры   | Голы   | Игры  | Голы  |
| Мотеруэлл   | 1981/82 | 1            | 0            | ?               | ?               | ?          | ?          | ?      | ?      | ?      | ?      | 1     | 0     |
| Всего       |         | 720          | 119          | 42              | 8               | 45         | 11         | 29     | 5      | 6      | 2      | 842   | 145   |